# 黑背信天翁
黑背信天翁（学名：Phoebastria immutabilis）为信天翁科北太平洋信天翁属下的一个种。

## 命名由來
英文名「Laysan Albatross」意指「列山島的信天翁」。列山島是西北夏威夷群島中的一個島，是黑背信天翁繁殖地之一。
種名「immutabilis」有「不會改變」之意，意指成鳥與幼鳥羽色類似，就像不變一樣。

## 分布地區
廣泛分布於北太平洋，繁殖期時遷徙至東南夏威夷群島的歐胡島、考艾島、尼豪島、里花島、考拉島，以及西北夏威夷群島。

## 生態
黑背信天翁採終生交配制，已知最老的野外的野外繁殖鳥—黑背信天翁「智慧」（Wisdom）在年約66歲時（2016年）仍持續孵蛋。

## 扩展阅读
- 維基物種上的相關：黑背信天翁